# Think Global
Think Global es una empresa de carácter privado dedicada a la fabricación de coches eléctricos bajo la marca Th!nk, localizada en Aurskog, Noruega. Su producto, el Th!nk City, es uno de los dos únicos vehículos eléctricos que han pasado una prueba de choque, siendo el Tesla Roadster el otro modelo.

## Historia
La compañía se fundó originalmente en diciembre de 1991 en Oslo como Pivco (Personal Independent Vehicle Company). El primer prototipo práctico, el PIV2, al igual que otros modelos que le siguieron, estaba construido alrededor de un chasis hecho de aluminio y carrozado por una sola pieza de polietileno rotomoldado. El chasis fue desarrollado por Hydro Aluminium Tonder en Tønder, Dinamarca, y fue una de las razones que impulsaron a Ford para adquirir posteriormente el 51% de las acciones. Un total de 10 sobre 15 prototipos fueron construidos a tiempo para los Juegos Olímpicos de Invierno de Lillehammer, en 1994. La tecnología de las baterías era NiCd, siendo el automóvil propulsado poe un motor eléctrico de inducción trifásico de corriente alterna, a través de las ruedas delanteras.

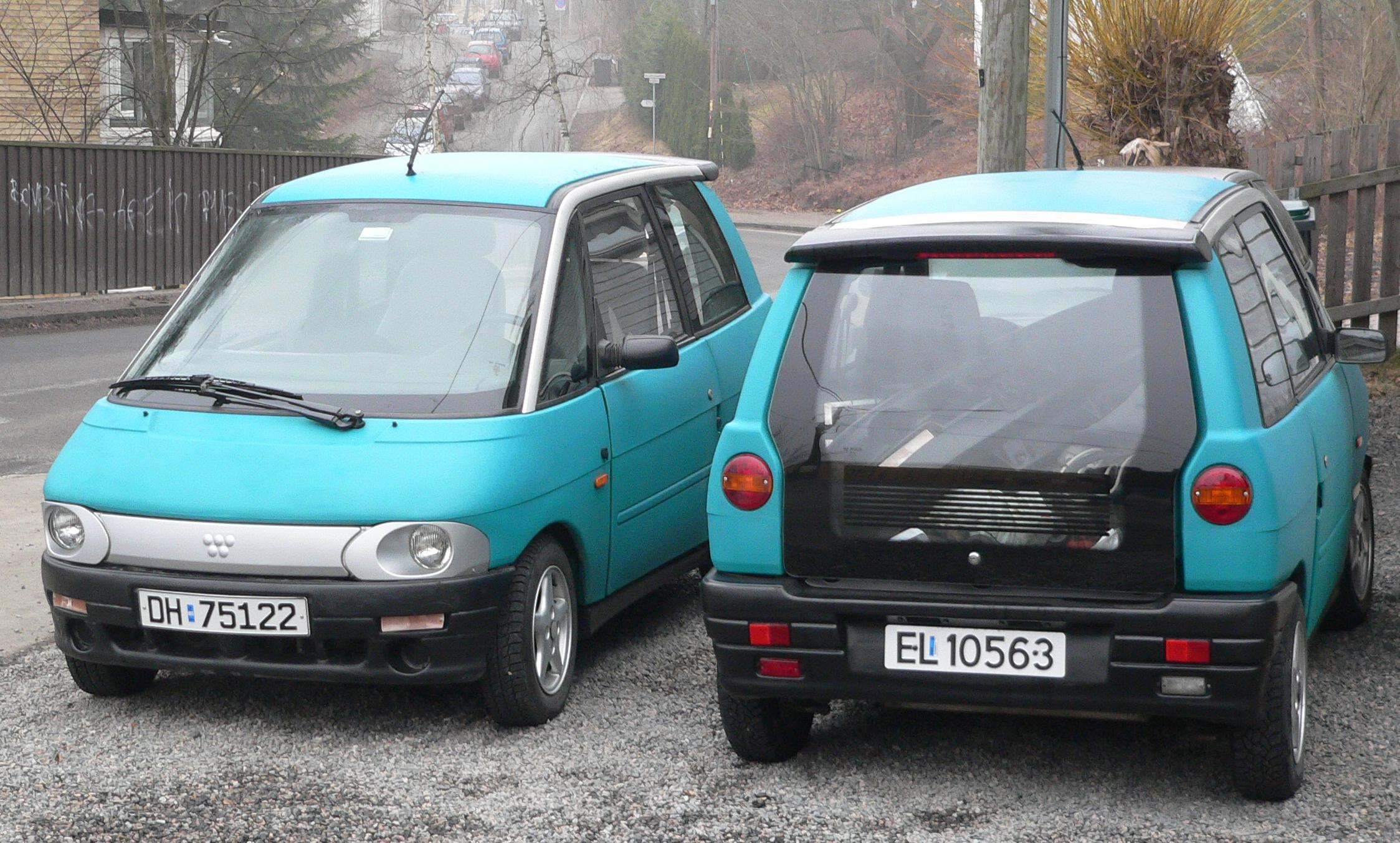
El PIV3, la abeja urbanita.

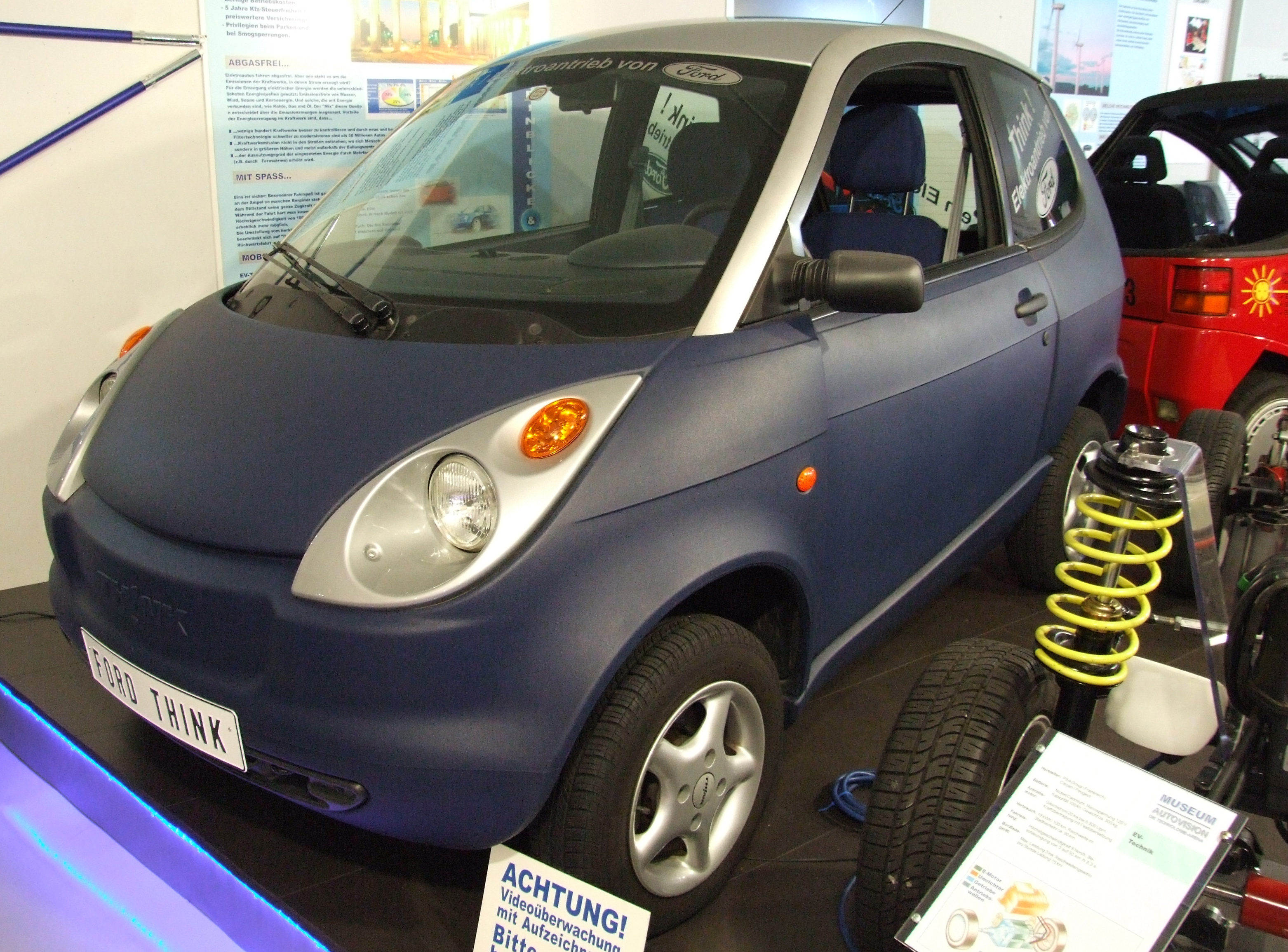
Ford Think en el Museum Autovision.

Al PIV2 le siguió el PIV3, el City Bee (Citi en los Estados Unidos de América.), presentado hacia 1995. 120 unidades fueron fabricadas de este modelo; de las cuales, 40 participaron en la muestra de automóviles del área de la bahía de San Francisco desde 1995 hasta 1998.
Basado en la experiencia adquirida con los prototipos, Pivco empezó entonces a desarrollar su primer coche de fabricación en serie, el PIV4, después renombrado como Th!nk, teniendo a Lotus Cars con un rol de consultor. Su construcción básica fue mantenida, excepto por el techo, que empezó a ser fabricado en ABS, y la parte inferior de la estructura, hecha de acero. El modelo de producción tiene un alcance de 85 km entre recargas, y una velocidad máxima de 90 km/h.
El desarrollo llevó más tiempo y recursos de los previstos inicialmente, así que para cuando se terminó el desarrollo, hacia 1999, la financiación se había acabado. Entonces fue cuando la empresa fue adquirida por Ford, que comenzó la producción en cadena del Th!nk City. Ford extendió el concepto Th!nk, y empezó a vender distintos productos eléctricos bajo la misma marca.
La fabricación cesó en 2002, después de haber construido 1005 unidades. Muchos participaron en demostraciones en California y Nueva York.
Probablemente, debido a los cambios de la ley sobre los vehículos sin emisiones californiana, Ford abandonó Think el 31 de enero de 2003. La compañía fue vendida a KamKorp Microelectronics, firma suiza, presidida por Kamal Siddiqi. Por tanto, el desarrollo de un sucesor del City se paró. Los coches usados del Reino Unido y de los Estados Unidos fuero reexportados a Noruega, donde tenían una gran demanda debido a la política gubernamental de promover el uso de automóviles eléctricos (No pagan impuestos, aparcan gratuitamente, tampoco pagan peajes, y se les permite circular por carriles reservados a otros vehículos para evitar el tráfico).
En 2004, la empresa centró su atención en el desarrollo del Th!nk public, un microbús eléctrico que sería alquilado a los clientes para transporte urbano. Hacia febrero de 2006, los prototipos habían sido ya desarrollados, pero la compañía entró en quiebra.
A finales de marzo del mismo año, Think Nordic fue adquirida por el grupo de inversión noruego InSpire, que incluye a su fundador original, Jan Otto Ringdal, como socio. Entonces, la compañía fue renombrada como Think Global.
El siguiente año, la página web oficial presentó un nuevo "Th!nk City" remodelado, que estaba bajo desarrollo. Una versión abierta del vehículo también fue presentada, pero se anunció que no había planes de llevarlo a la cadena de montaje.
En marzo de 2007, se publicó una página web completamente nueva, con muchas más imágenes del nuevo producto hechas por un artista y varias fotografías del interior y exterior. Esta página aún existe hoy y está disponible en noruego e inglés.
La versión en inglés informaba que se estaba trabajando en la preparación de un nuevo Th!nk City para el otoño de 2007. Esa versión equipaba ABS, doble airbag, y superaba todos los requisios de seguridad europeos y americanos. Mejoró sus prestaciones hasta un alcance de 170 km y una velocidad máxima de 100 km/h, y tiene elementos de comodidad como aire acondicionado, dirección asistida, techo solar, elevalunas eléctricos y demás.
En mayo de 2007 Tesla Motors, fabricante del deportivo eléctrico Tesla Roadster, anunció un acuerdo de venta por un total de 43 millones de dólares de baterías Li-ion a Think Nordic para su empleo en la nueva generación del Th!nk City, pero rechazó el negocio el 2 de noviembre siguiente.
Se comenzó a fabricar de nuevo a finales de noviembre de 2007, esta vez con el City rediseñado.
El 5 de marzo de 2008, General Electric, A123 Systems y Think Global anunciaron que Think, GE y el fabricante de baterías A123 Systems comenzaron una asociación para permitir una electrificación universal del transporte. GE invirtió 4 millones de dólares en Think y 20 millones en A123 Systems para ayudar al desarrollo de baterías para Think. A123 Systems y Think a su vez, firmaron un acuerdo de suministro comercial. La sociedad fue publicitada en el 78 Salón del Automóvil de Ginebra. En el mismo lugar, Think reveló su proyecto para un futuro automóvil de cinco plazas, el concept car Th!nk Ox.
En julio de 2008, Think presentó el Th!nk City por primera vez en el Reino Unido.
Hacia agosto del mismo año, 100 unidades del City fueron fabricados para clientes de Noruega.
El 15 de diciembre siguiente, Think suspendió la producción y despidió a la mitad de su plantilla a un coste de 29 millones de dólares, alegando un "apoyo financiero urgente.".

El gobierno noruego accedió a subvencionar a la empresa por un total de 40 millones de coronas, la quinta parte de lo necesitado, el 13 de enero de 2009 con el fin de continuar la producción. Una gran parte de dicho préstamo proviene de uno de los suministradores de baterías, Enerdel. Think espera asegurarse más ingresos antes de agotar los actuales.
El 27 de agosto de 2009, la finesa Valmet Automotive y Think Global anunciaron que la primera empezaría a fabricar los Th!nk en 2009, incluyendo el trato un apoyo en ingeniería. Valmet invertirá 3 millones de euros en el proyecto convirtiéndose así en un accionista minoritario de la empresa.